# Albert Häusler
Albert Gustav Häusler (* 23. Mai 1899 in Lüssum, Kreis Blumenthal; † 19. Januar 1977 in Bremen) war ein deutscher Politiker und Senator von Bremen.

## Leben
Häusler wurde in Lüssum, einer Landgemeinde des Kreises Blumenthal geboren, die 1907 in die Kreisstadt Blumenthal eingemeindet wurde. Er absolvierte eine Ausbildung als Dreher. 1917 trat er in die Freie Gewerkschaft und 1919 in die KPD ein. Wegen seines Widerstands gegen den Nationalsozialismus verbrachte er ein Jahr in einem Konzentrationslager.
Nach dem Zweiten Weltkrieg schloss sich Häusler erneut der KPD an und wurde 1945 Vorsitzender des KPD-Bezirkes Bremen-Nord. Er war von 1946 bis 1948 Mitglied der Bremischen Bürgerschaft und amtierte zeitweise als ihr Vizepräsident. Von August bis November 1946 war er halbamtlicher Senator für Wohnungswesen und Brennstoffbeschaffung im Senat Kaisen I.
1968 schloss er sich der neukonstituierten Deutschen Kommunistischen Partei an und war ebenfalls aktiv tätig in der Vereinigung der Verfolgten des Naziregimes – Bund der Antifaschistinnen und Antifaschisten.
Häusler war seit dem 28. Februar 1925 mit Marianna geb. Chmielewski (1900–1997) verheiratet. Die Eheschließung fand in Blumenthal statt. Albert Häusler starb am 19. Januar 1977 um 23:30 Uhr in seiner Wohnung im Neuenkirchener Weg 6b in Bremen im Alter von 77 Jahren.